# Ctenodrilus
Ctenodrilus is een geslacht van borstelwormen uit de familie van de Cirratulidae. De wetenschappelijke naam van het geslacht werd voor het eerst geldig gepubliceerd in 1863 door Claparède.

## Soorten
- Ctenodrilus pacificus Magalhães, Weidhase, Schulze & Bailey-Brock, 2016
- Ctenodrilus parvulus Scharff, 1887
- Ctenodrilus paucidentatus Ben-Eliahu, 1976
- Ctenodrilus serratus (Schmidt, 1857)

### Synoniemen
- Ctenodrilus branchiatus Sokolow, 1911 => Raphidrilus nemasoma Monticelli, 1910
- Ctenodrilus monostylos Zeppelin, 1883 => Zeppelina monostylos (Zeppelin, 1883) => Zeppelina monostyla (Zeppelin, 1883)
- Ctenodrilus pardalis Claparède, 1863 => Ctenodrilus serratus (Schmidt, 1857)